# Сумарна стандартна невизначеність

## Визначення
Сумарна стандартна невизначеність (англ. combined standard uncertainty) — стандартна невизначеність результату вимірювання, котрий виражається через значення інших величин.
Якщо деяка фізична величина {\displaystyle Y\,} функціонально пов'язана з величинами {\displaystyle X_{1},X_{2},...,X_{N}\,}, тобто {\displaystyle Y=f(X_{1},X_{2},...,X_{N})\,}, а її результат вимірювання {\displaystyle y\,} розраховується за значеннями {\displaystyle x_{1},x_{2},...,x_{N}\,} величин {\displaystyle X_{1},X_{2},...,X_{N}\,} як {\displaystyle y=f(x_{1},x_{2},...,x_{N})\,}, то для результату вимірювання необхідно оцінювати сумарну стандартну невизначеність {\displaystyle u_{c}(y)\,}. 
Величина {\displaystyle Y\,} отримала назву вихідна величина, величини {\displaystyle X_{1},X_{2},...,X_{N}\,} — вхідні величини.
В деяких публікаціях сумарну стандартну невизначеність називають комбінованою невизначеністю. Використовується також позначення {\displaystyle u(y)\,} без нижнього індекса. Тим самим підкреслюється, що сумарна невизначеність є стандартним відхиленням вихідної величини та між стандартною і сумарною стандартною невизначеністю немає ніякої практичної різниці.

## Аналітично-розрахункове оцінювання сумарної стандартної невизначеності
Сумарну стандартну невизначеність можна подати математично як квадратний корінь із суми членів, причому члени є дисперсіями або коваріаціями вхідних величин, зважені відповідно до того, як вихідна величина змінюється при зміні цих вхідних величин. 
Відповідно до цього під час розрахунку сумарної стандартної невизначеності слід розрізняти два випадки — некорельованих та корельованих вхідних величин. 

### Розрахунок за некорельованих вхідних величин
Якщо вхідні величини некорельовані, то сумарна стандартна невизначеність може бути розрахована за формулою
{\displaystyle u(y)={\sqrt {\sum _{k=1}^{N}c_{k}^{2}u^{2}(x_{k})}}\,,}
Тут {\displaystyle c_{k}={\frac {\partial f}{\partial x_{k}}}} — вагові коефіцієнти, які отримали назву коефіцієнти чутливості або коефіцієнти впливу. З точки зору математичного аналізу це часткові похідні. 
Добуток {\displaystyle u_{k}=c_{k}u(x_{k})\,} характеризує внесок {\displaystyle k\,}-ї вхідної величини в сумарну стандартну невизначеність вихідної. 
Приклад. Під час вимірювання опору {\displaystyle R\,} ділянки кола потенціометричним методом значення опору розраховувалося за формулою
{\displaystyle R={\frac {V}{I}}\,,}
де {\displaystyle V\,} — падіння напруги на ділянці кола, {\displaystyle I\,} — сила струму, що протікає через розглядувану ділянку кола.
Одержимо формулу для розрахунку сумарної стандартної невизначеності, вважаючи вхідні величини незалежними. Спочатку знайдемо коефіцієнти чутливості. Для визначеності приймемо, що {\displaystyle X_{1}=V\,}, {\displaystyle X_{2}=I\,}. Тоді 
{\displaystyle c_{1}={\frac {\partial R}{\partial V}}={\frac {1}{I}}\,,}
{\displaystyle c_{2}={\frac {\partial R}{\partial I}}=-{\frac {V}{I^{2}}}\,.}
Таким чином, матимемо
{\displaystyle u(R)={\sqrt {\sum _{k=1}^{2}c_{k}^{2}u^{2}(x_{k})}}={\sqrt {c_{1}^{2}u^{2}(x_{1})+c_{2}^{2}u^{2}(x_{2})}}=\,}
{\displaystyle ={\sqrt {\left({\frac {\partial R}{\partial V}}\right)^{2}u^{2}(V)+\left({\frac {\partial R}{\partial I}}\right)^{2}u^{2}(I)}}={\sqrt {\left({\frac {1}{I}}\right)^{2}u^{2}(V)+\left({\frac {V}{I^{2}}}\right)^{2}u^{2}(I)}}.\,}
Будь-які дві величини некорельовані, якщо:
1. Вони визначались в незалежних експериментах, тобто в різний час та під час їх визначення не використовувалися спільні засоби вимірювань чи дані.
2. Хоча б одна із них може розглядатись як стала.

### Розрахунок за корельованих вхідних величин
Якщо вхідні величини корельовані, то формула для розрахунку сумарної стандартної невизначеності матиме вигляд
{\displaystyle u(y)={\sqrt {\sum _{k=1}^{N}c_{k}^{2}u^{2}(x_{k})+2\sum _{k=1}^{N-1}\sum _{j=k+1}^{N}c_{k}c_{j}u(x_{k},x_{j})}}\,,}
де {\displaystyle u(x_{k},x_{j})\,} — коваріація величин {\displaystyle x_{k}\,} та {\displaystyle x_{j}\,}.
Оскільки коваріації пов'язані зі стандартними невизначеностями вхідних величин залежністю {\displaystyle u(x_{k},x_{j})=r(x_{k},x_{j})u(x_{k})u(x_{j})\,}, то формула для сумарної невизначеності може бути подана у вигляді  
{\displaystyle u(y)={\sqrt {\sum _{k=1}^{N}c_{k}^{2}u^{2}(x_{k})+2\sum _{k=1}^{N-1}\sum _{j=k+1}^{N}c_{k}c_{j}r(x_{k},x_{j})u(x_{k})u(x_{j})}}\,,}
де {\displaystyle r(x_{k},x_{j})\,} — коефіцієнт кореляції величин {\displaystyle x_{k}\,} та {\displaystyle x_{j}\,}.
Ця формула для розрахунку сумарної невизначеності застосовується частіше в порівняно з формулою з коваріаціями. Тому надалі основна увага буде приділена оцінюванню коефіцієнтів кореляції.
Кореляцію потрібно враховувати щоразу, коли вхідні величини залежать одна від одної або від спільної третьої (можливо прихованої) величини чи декількох таких величин. Так, масові концентрації компонентів суміші декількох субстанцій залежать одна від одної, тому що їх сума рівна одиниці. Проте частіше вхідні величини незалежні одна від одної, але їх значення не визначаються незалежно. Це ті випадки, коли вхідні величини визначаються одночасно в одному експерименті або коли використовується один і той же засіб вимірювання в різних експериментах для встановлення значень вхідних величин.
Якщо є результати {\displaystyle (x_{k1},x_{j1})\,}, {\displaystyle (x_{k2},x_{j2})\,}, ..., {\displaystyle (x_{kn},x_{jn})\,} одночасних попарних вимірювань величин {\displaystyle X_{k},X_{j}\,}, то коефіцієнт кореляції може бути оцінений статистично:
{\displaystyle r(x_{k},x_{j})\approx {\frac {{\frac {1}{n-1}}\sum _{i=1}^{n}(x_{ki}-{\bar {x}}_{k})(x_{ji}-{\bar {x}}_{j})}{u_{A}(x_{k})u_{A}(x_{j})}}\,,}
де {\displaystyle n\,} — кількість парних результатів, {\displaystyle u_{A}(x_{k}),u_{A}(x_{j})\,} — стандартні невизначеності відповідних величин, оцінені статистично за тими ж результатами.
У тому разі, коли величини {\displaystyle X_{k}\,} та {\displaystyle X_{j}\,} залежать від одних і тих же некорельованих величин {\displaystyle Z_{1},Z_{2},...,Z_{N}\,}, коефіцієнт кореляції виражається як
{\displaystyle r(x_{k},x_{j})={\frac {\sum _{i=1}^{N}{\frac {\partial x_{k}}{\partial z_{i}}}{\frac {\partial x_{j}}{\partial z_{i}}}u^{2}(z_{i})}{u(x_{k})u(x_{j})}}\,.}
Приклад. Під час визначення масової долі вологи в продукті її значення розраховувалося за формулою
{\displaystyle X={\frac {m_{1}}{m_{2}}}\,,}
де {\displaystyle m_{1}\,} — втрата маси зразка під час висушування, {\displaystyle m_{2}\,} — маса зразка до висушування.
Величини {\displaystyle m_{1}\,} та {\displaystyle m_{2}\,} залежні, оскільки {\displaystyle m_{1}=m_{2}-m\,}, де {\displaystyle m\,} — маса зразка продукту після висушування. Коефіцієнт кореляції цих двох величин
{\displaystyle r(m_{1},m_{2})={\frac {{\frac {\partial m_{1}}{\partial m_{2}}}{\frac {\partial m_{2}}{\partial m_{2}}}u^{2}(m_{2})}{u(m_{1})u(m_{2})}}={\frac {u^{2}(m_{2})}{u(m_{1})u(m_{2})}}={\frac {u(m_{2})}{u(m_{1})}}\,.}
Тут враховано, що  {\displaystyle {\frac {\partial m_{1}}{\partial m_{2}}}\,} та {\displaystyle {\frac {\partial m_{2}}{\partial m_{2}}}\,} дорівнюють одиниці. 
Тоді сумарна стандартна невизначеність масової долі вологи може бути оцінена як
{\displaystyle u(X)={\sqrt {\sum _{k=1}^{2}c_{k}^{2}u^{2}(x_{k})+2\sum _{k=1}^{1}\sum _{j=k+1}^{2}c_{k}c_{j}r(x_{k},x_{j})u(x_{k})u(x_{j})}}=\,}
{\displaystyle ={\sqrt {\sum _{k=1}^{2}c_{k}^{2}u^{2}(x_{k})+2\sum _{j=2}^{2}c_{1}c_{j}r(x_{1},x_{j})u(x_{1})u(x_{j})}}=\,}
{\displaystyle ={\sqrt {c_{1}^{2}u^{2}(x_{1})+c_{2}^{2}u^{2}(x_{2})+2c_{1}c_{2}r(x_{1},x_{2})u(x_{1})u(x_{2})}}\,.}
З урахуванням, що {\displaystyle c_{1}={\frac {\partial X}{\partial m_{1}}}={\frac {1}{m_{2}}}\,}, {\displaystyle c_{2}={\frac {\partial X}{\partial m_{2}}}=-{\frac {m_{1}}{m_{2}^{2}}}\,}, одержимо
{\displaystyle u(X)={\sqrt {{\frac {u^{2}(m_{1})}{m_{2}^{2}}}+\left({\frac {m_{1}}{m_{2}^{2}}}\right)^{2}u^{2}(m_{2})-2{\frac {m_{1}}{m_{2}^{3}}}u^{2}(m_{2})}}={\sqrt {{\frac {u^{2}(m_{1})}{m_{2}^{2}}}+\left({\frac {m_{1}^{2}-2m_{1}m_{2}}{m_{2}^{4}}}\right)u^{2}(m_{2})}}\,.}

## Числові методи оцінювання сумарної стандартної невизначеності

### Метод скінчених різниць
Коефіцієнти чутливості можуть явно визначатись шляхом диференціювання для простих математичних функцій. Для складних функцій їх розрахунок є досить кропітким і може призвести до помилок. Крім того, бувають випадки, коли зв'язок вихідної величини з вхідними не може бути явно виражений у вигляді математичної функції, а є, наприклад, комп'ютерним алгоритмом.В такому разі внески в невизначеність можуть апроксимуватись скінченими різницями. Для оцінювання невизначеності за цим методом спочатку замість внесків {\displaystyle u_{k}\,} розраховують значення скінчених різниць {\displaystyle {\mathcal {4}}_{k}\,}:
{\displaystyle {\mathcal {4}}_{k}=Y\left(x_{1},...,x_{k}+{\frac {u(x_{k})}{2}},...,x_{N}\right)-Y\left(x_{1},...,x_{k}-{\frac {u(x_{k})}{2}},...,x_{N}\right)\,.}
Використовуючи значення різниць, можна апроксимувати значення сумарної невизначеності за формулою
{\displaystyle u(y)={\sqrt {\sum _{k=1}^{N}{\mathcal {4}}_{k}^{2}+2\sum _{k=1}^{N-1}\sum _{j=k+1}^{N}{\mathcal {4}}_{k}{\mathcal {4}}_{j}r(x_{k},x_{j})}}\,.}
Якщо вхідні величини не є істотно корельовані, подвійною сумою в цій формулі можна знехтувати.
Обчислення сумарної стандартної невизначеності методом скінчених різниць зручно проводити в редакторі табличних обчислень.

### Імітаційне моделювання за методом Монте-Карло
Розглянуті раніше методи оцінювання сумарної невизначеності полягали в комбінуванні (поширенні) стандартних невизначеностей вхідних величин. Однак такий підхід в ряді випадків призводить до істотних похибок в оцінюванні невизначеності. Уникнути цього можна, якщо замість стандартних невизначеностей поширювати розподіли ймовірностей вхідних величин.
За методом Монте-Карло кожній вхідній величині приписують відповідний розподіл — переважно нормальний, рівномірний або трикутний. Для кожної вхідної величини відповідно до розподілу імітується «випадкове значення», а значення вихідної величини розраховується з цього набору зімітованих значень. Цю процедуру повторюють багаторазово і таким чином одержують набір даних, що являє собою випадкову вибірку з «потенційних» значень вихідної величини. Стандартне відхилення цієї випадкової вибірки є оцінкою сумарної стандартної невизначеності вихідної величини. Для того, щоб така оцінка була надійною, необхідна велика кількість повторень, понад {\displaystyle 10^{3}}. Необхідна кількість повторень залежить від потрібної точності оцінки.
Імітаційне моделювання за методом Монте-Карло проводиться переважно з використанням комп'ютерних програм, оскільки цей метод досить трудомісткий. Таке програмне забезпечення, зокрема й вітчизняного виробництва, достатньо доступне.

## Підсумок
Аналітично-розрахункове оцінювання сумарної невизначеності спирається на розклад функції в ряд Тейлора за величинами відхилень вхідних величин від їх заданих значень, який обривається на лінійному члені. Для явно нелінійних функцій таке наближення є неприйнятним. У такому випадку необхідно брати до уваги наступні члени повного розкладу (вищі степені відхилень) або застосовувати імітаційне моделювання за методом Монте-Карло. До числових методів вдаються також у тих випадках, коли залежність результату вимірювання від вхідних величин не може бути представлена у вигляді аналітичної функції, що в принципі унеможливлює розрахунок коефіцієнтів чутливості через часткові похідні.
У певних випадках можна уникнути знаходження коефіцієнтів чутливості. Так, якщо залежність вихідної величини від вхідних може бути представлена функцією виду {\displaystyle y=Ax_{1}^{a_{1}}x_{2}^{a_{2}}...x_{N}^{a_{N}}\,}, тобто у вигляді добутку вхідних величин з різними показниками степеня, то відносну сумарну стандартну невизначеність можна оцінити за формулою
{\displaystyle {\frac {u(y)}{y}}={\sqrt {\sum _{k=1}^{N}a_{k}^{2}\left({\frac {u(x_{k})}{x_{k}}}\right)^{2}+2\sum _{k=1}^{N-1}\sum _{j=k+1}^{N}a_{k}a_{j}r(x_{k},x_{j}){\frac {u(x_{k})}{x_{k}}}{\frac {u(x_{j})}{x_{j}}}}}\,.}
Тут {\displaystyle A\,} — постійний множник, {\displaystyle a_{k}\,} — показник степеня величини {\displaystyle x_{k}\,} у вказаній функціональній залежності. 
Як бачимо, у наведеній формулі не фігурують коефіцієнти чутливості. За необхідності від відносної сумарної невизначеності просто перейти до абсолютної. Як і в формулі для абсолютного значення невизначеності подвійною сумою можна знехтувати, якщо кореляція незначна.
На практиці може виникнути ситуація, коли відсутня інформація для коректного оцінювання коефіцієнтів кореляції чи коваріацій. За умови, що ця інформація не може бути одержана за допустимих затрат ресурсів та часу, доводиться вдаватися до приблизних оцінок. Так, якщо відсутня будь-яка інформація як про значення коефіцієнтів кореляції, так і про їх знак та в однаковій мірі небажана як переоцінка, так і недооцінка невизначеності, їх значення приймають рівними нулю. Проте якщо недооцінка невизначеності є неприпустимою, замість квадратичного вдаються до лінійного сумування модулів корельованих внесків, тобто використовують оцінки найгіршого випадку невизначеності вимірювання.